# Segunda República del Turquestán Oriental
La Segunda República de Turquestán Oriental (RTO; en uigur: ئىككىنچى شەرقىي تۈركىستان شەرقىي تۈركىستان; Иккинчи Шəpқий Tүpкиcтaн Җумһурийити; Ikkinchi Sherqiy Türkistan Jumhuriyiti; 東突厥斯坦第二共和國; Dōng Tūjué Sītǎn Dì Èr Gònghéguó) fue un efímero Estado satélite de la Unión Soviética en el noroeste de la actual región autónoma de Sinkiang, existente entre el 12 de noviembre de 1944 y el 22 de diciembre de 1949. Comenzó con la Rebelión de Ili, que tuvo lugar en tres distritos: el distrito homónimo de Ilí, Tarbagatay y Altay, en la provincia de Sinkiang, en aquel tiempo parte integrante de la República de China.
Durante el año 1946, la RTO participó en el Gobierno de Coalición Provincial de Sinkiang, al tiempo que mantenía su independencia. En agosto de 1947, los dirigentes de la RTO se retiraron de la Coalición y reafirmaron su independencia, argumentando que todo Sinkiang debía ser liberado del control chino. El resto de Sinkiang permaneció bajo control del Kuomintang.
A finales de 1949, la mayoría de sus líderes clave murieron en un accidente aéreo en la URSS mientras volaban rumbo a Pekín para mantener conversaciones con la recientemente proclamada República Popular China. Antes del fin de 1950, el Ejército Popular de Liberación chino ya controlaba la mayor parte del área de la RTO, que cesó en sus funciones. La totalidad de la región pasaría a ser parte de la actual Región Autónoma Uigur de Sinkiang.